# Superstrada S69
La superstrada S69 era una superstrada polacca che attraversava il Paese in direzione nord.sud, da Żywiec a Zwardoń. La superstrada è stata inglobata nella Superstrada S1. Faceva parte della strada europea E75.